# Supercoppa spagnola 2020 (pallavolo femminile)
La Supercoppa spagnola 2020 si è svolta il 3 ottobre 2020: al torneo hanno partecipato due squadre di club spagnole e la vittoria finale è andata per la prima volta al Ciutadella.

## Regolamento
Le squadre hanno disputato una gara unica.

## Squadre partecipanti
| Squadra      | Qualificazione                                            | Ultima partecipazione    |
| ------------ | --------------------------------------------------------- | ------------------------ |
| Ciutadella   | Finalista Coppa della Regina 2019-20                      | Supercoppa spagnola 2014 |
| Sayre Mayser | 1ª in SFV 2019-20 e vincitrice Coppa della Regina 2019-20 | Debutto                  |

## Torneo
| 3 ottobre 2020 Pavelló Municipal d'Esports, Ciutadella de Menorca Durata: 1h:18 - Spettatori: 300 | Ciutadella | 3 - 0 | Sayre Mayser | 25-11, 25-19, 25-22 |